# マガン

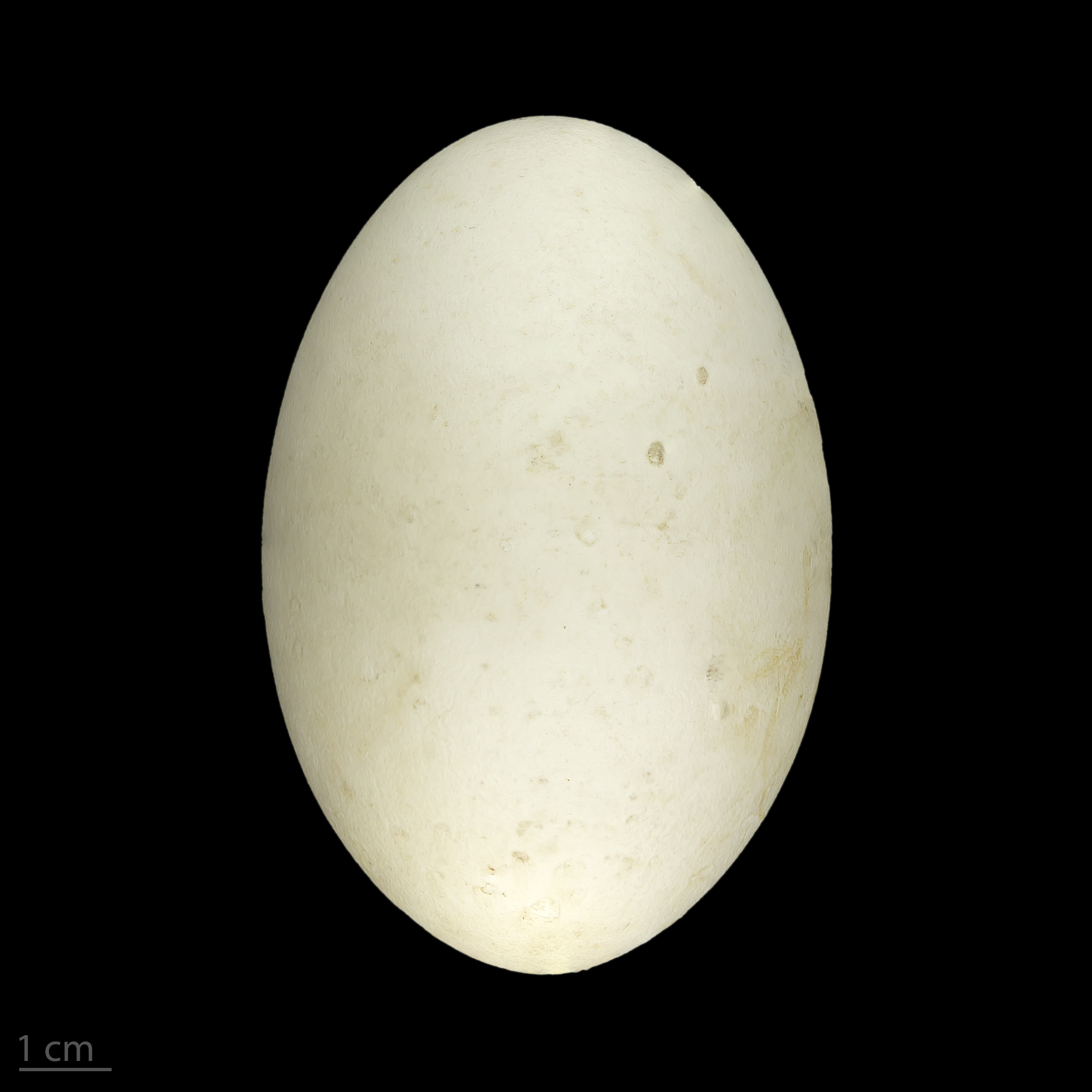
Anser albifrons

マガン（真雁、Anser albifrons）は、カモ目カモ科マガン属に分類される鳥類。

## 分布
北アメリカ大陸北部やユーラシア大陸北部で繁殖する。
- A. a. albifrons　ヒメマガン
  - ロシア北部で繁殖し、冬季になるとイギリス南部、オランダ、ドイツ、黒海、地中海などへ南下し、越冬する[2][a 2]。
- A. a. flavirostris　キバシマガン
  - グリーンランド西部で繁殖し[a 2]、冬季になると北アメリカ大陸東部、アイルランド、イギリス北部へ南下し、越冬する[3]。
- A. a. frontalis　マガン
  - カナダ、アラスカ州、シベリア東部で繁殖し[a 2]、冬季になるとアメリカ合衆国、大韓民国、中華人民共和国、日本（主に石川県、新潟県、宮城県）、メキシコなどへ南下し、越冬する[3]。
- A. a. gambelli　オオマガン
  - 冬季になるとメキシコ、カリフォルニア州、テキサス州へ移動し、越冬する[3]。

## 形態
全長65-86センチメートル。翼開張135-165センチメートル。体重2-3キログラム。上面の羽衣は羽毛の外縁（羽縁）が淡色の暗褐色で、後部につれて黒みが強くなる。腹部には不明瞭な黒い横縞が入る。尾羽基部を被う羽毛（上尾筒、下尾筒）は白い。額から嘴にかけて白い斑紋が入る。種小名albifronsは「額が白い、前頭が白い」の意で、英名（white-fronted）と同義。
嘴はピンクや橙色。後肢は橙色。
幼鳥は額の白い斑紋や黒い横縞が入らない。

## 分類
- Anser albifrons albifrons　(Scopoli, 1769)　ヒメマガン　European white-fronted goose
- Anser albifrons flavirostris　　キバシマガン　Greenland white-fronted goose
- Anser albifrons frontalis　　マガン　Pacific white-fronted goose
- Anser albifrons gambelli　　オオマガン　Tule white-fronted goose

## 生態
湖沼、湿原、水田、池などに生息する。
「キュユユ」「クワワワ」と大きな声で鳴き、飛び立つ時や飛翔中によく鳴く。地上や水上では互いに頸を水平に伸ばして「グァァァァ」と低い声で鳴いて挨拶をする。
繁殖形態は卵生。主にツンドラの低地の湖や河川のそばで繁殖する。3-7個の卵を産む。抱卵期間は24-28日。雛は孵化してから35日で飛翔できるようになる。

## 人間との関係
万葉集に「ぬばたまの夜渡る雁はおほほしく幾夜を歴てか己が名を告る」とあり、古くから夜に鳴く習性が知られている。
日本では亜種マガンが狩猟により生息数が激減した。日本では1967年に「伊豆沼・内沼の鳥類およびその生息地」が本種の越冬地として、1971年に種として国の天然記念物に指定され、狩猟が禁止されている。日本での亜種マガンの1970年における飛来数は3,700羽、1997年における飛来数は34,000羽と推定されている。
- A. a. frontalis　マガン

準絶滅危惧（NT）（環境省レッドリスト）

## 画像

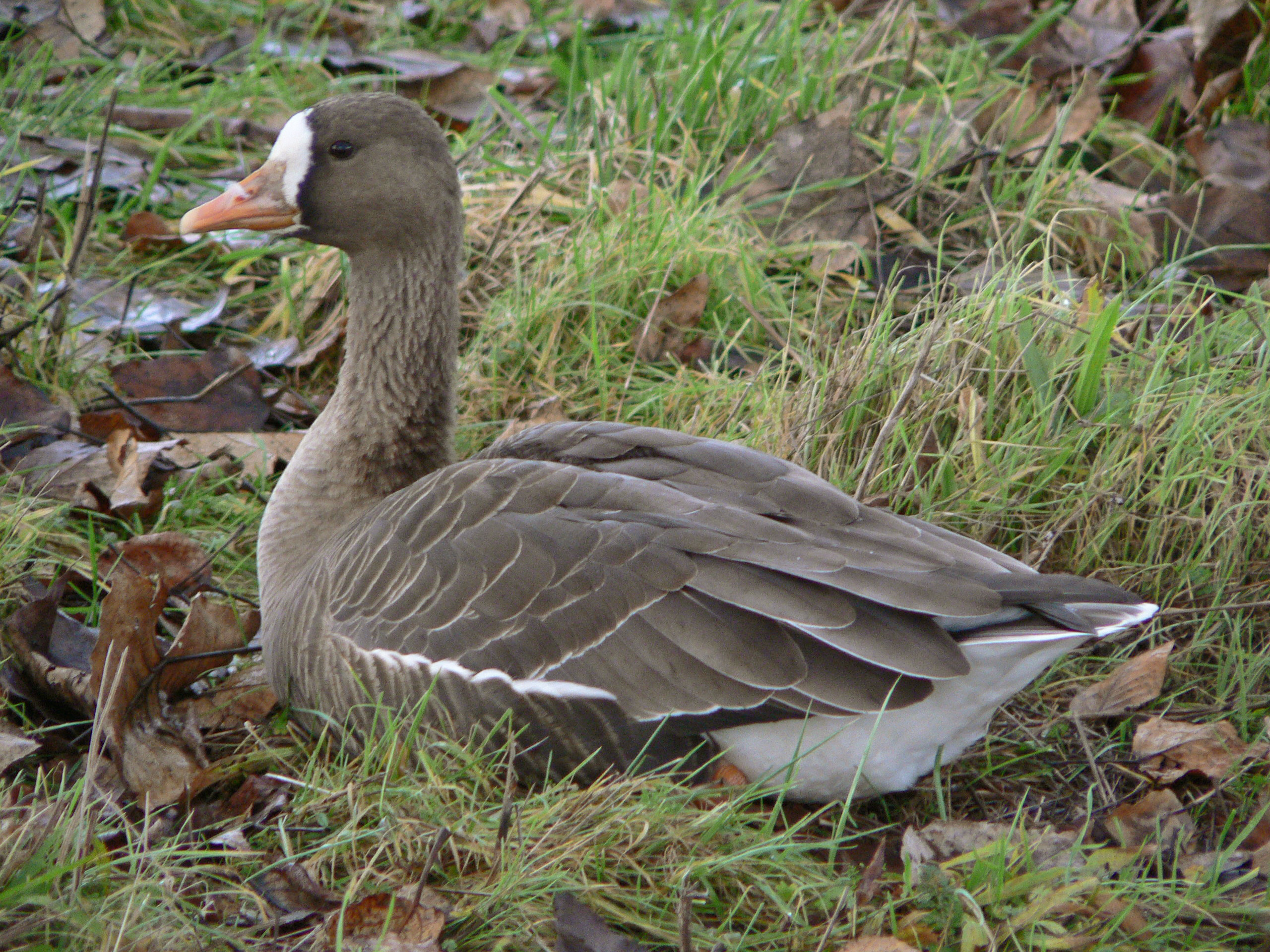
亜種マガン A. a. frontalis